# صبري الطباع
الحاج صبري الطباع أحد كبار تجار عمّان في فترة الأربعينات والخمسينات من القرن الفائت. وأحد وجهاء المدينة. كانت لديه مضافة يؤمها رجال الثورة السورية ضد الإستعمار الفرنسي.